# Etlingera penicillata
Etlingera penicillata là một loài thực vật có hoa trong họ Gừng. Loài này được Karl Moritz Schumann mô tả khoa học đầu tiên năm 1899 dưới danh pháp Amomum penicillatum. Năm 1904, tác giả này lại chuyển nó sang chi Hornstedtia. Năm 2012, Axel Dalberg Poulsen chuyển nó sang chi Etlingera.

## Phân bố
Loài này có ở Sulawesi.